# Llywelyn ab Iorwerth
Llywelyn ab Iorwerth, född 1173, död 1240, var en walesisk regent. Han var kung av Gwynedd mellan 1195 och 1240.